# 21330 Alanwhitman
21330 Alanwhitman è un asteroide della fascia principale. Scoperto nel 1997, presenta un'orbita caratterizzata da un semiasse maggiore pari a 2,5921275 UA e da un'eccentricità di 0,0953936, inclinata di 4,31289° rispetto all'eclittica.